# Antineura pubiseta
Antineura pubiseta är en tvåvingeart som först beskrevs av Walker 1861.  Antineura pubiseta ingår i släktet Antineura och familjen bredmunsflugor. Inga underarter finns listade i Catalogue of Life.